# Колоколов, Сергей Александрович
Сергей Александрович Колоколов (1868, Санкт-Петербург — 1921, Мукден) — дипломат Российской империи. Отец китаиста В. С. Колоколова.

## Биография
В 1892 году окончил Восточный факультет Санкт-Петербургского университета и поступил на службу в МИД.
С 1895 года — переводчик консульства в Кульдже, с 1896 года — секретарь консульства в Кашгаре, с 1901 года — чиновник по дипломатической части при главном начальнике Квантунской области в Порт-Артуре, с 1904 года — генеральный консул в Кашгаре, с 1909 года — генеральный консул в Фучжоу, с 1910 года — генеральный консул в Мукдене (Шэньяне).